# Batalla de Orbetello
La batalla de Orbetello, también conocida como batalla de la isla del Giglio, fue un combate naval de la guerra franco-española (1635-1659) que se libró el 14 de junio de 1646 frente a la localidad de Orbetello, entonces bajo dominio español, en la costa de la región de la Toscana, Italia. Comandaba la flota francesa el almirante Armand de Maillé, marqués de Brézé, y la española, Miguel de Noroña, conde de Liñares. Esta última había sido enviada para acabar con el bloqueo de Orbetello y socorrer la localidad, que estaba siendo asediada desde el 12 de mayo por un ejército francés acaudillado por el príncipe Tomás Francisco de Saboya. Tácticamente fue una batalla inusual, pues la disputaron galeones remolcados por galeras ante la falta de viento.
Tras una lucha dura y poco concluyente en la que perdió la vida el almirante Brézé, la flota francesa huyó a Tolón y dejó el control del mar a los españoles, los cuales decidieron no perseguirlos para centrarse en liberar Orbetello. El conde de Liñares ordenó el desembarco de las fuerzas terrestres unos días después, aunque estas no consiguieron romper el cerco francés. El asedio se mantuvo hasta el 24 de julio, cuando otro ejército español al mando del Marqués de Torrecuso y del duque de Arcos, que había acudido desde el Reino de Nápoles a través de los Estados Pontificios, derrotó a las tropas francesas que sostenían el asedio y las obligó a retirarse con grandes pérdidas.

## Preludio

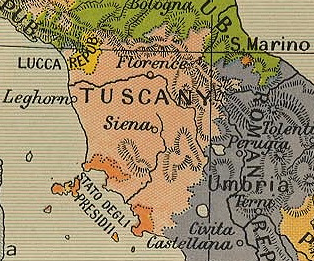
Mapa del Gran Ducado de Toscana y el Estado de los Reales Presidios (Cambridge Modern History Atlas, 1912).

En 1646, después de varios éxitos contra los españoles en el Mediterráneo, el cardenal Mazarino planificó una expedición naval para conquistar el Estado de los Reales Presidios en Italia, en manos españolas, con el fin de cortar las comunicaciones españolas con el Reino de Nápoles. Amenazaría así el tramo inicial del Camino Español, un corredor militar de vital importancia, y asustaría al papa Inocencio X, cuyas simpatías hacia los españoles le desagradaban. Con este propósito se formó una flota en Tolón que se puso bajo mando de un joven almirante, el marqués de Brézé. Esta fuerza naval se componía de treinta y seis galeones, veinte galeras y numerosos buques menores auxiliares que llevaban a bordo un ejército de ocho mil soldados de infantería y ochocientos de caballería con toda su impedimenta. Las fuerzas terrestres estaban al mando del príncipe Tomás Francisco de Saboya, quien años atrás había estado al servicio de la Corona española.
Orbetello se erigía en un cabo en el medio de las dos bahías de una gran laguna. Diversas posiciones fortificadas la convertían en un enclave bien defendido: Porto Ercole en el este, San Stefano en el oeste y el fuerte de San Filippo en Monte Argentario. Los franceses desembarcaron en Talamone, donde Brézé dejó al príncipe media docena de navíos con los que bombardear los fuertes de la localidad. Mientras tanto, él se dirigió a Porto San Stefano con cinco galeones y cuatro galeras con las que batió el fuerte hasta conseguir su rendición. Tras la pérdida de estas posiciones, Carlo de la Gatta, el castellano de Orbetello, se retiró a la ermita del Cristo. Los franceses ocuparon el istmo gracias a una batería de cañones montada a bordo de las galeras y muy pronto la laguna se llenó de botes armados que había reunido Jean-Paul de Saumeur. Carlo de la Gatta tan solo contaba con doscientos soldados italianos y españoles, por lo que no tenía muchas oportunidades de resistir el ataque sin ayuda, y menos después de la derrota de una fuerza de socorro que llegó desde Nápoles compuesta por treinta y cinco botes y cinco galeras que traían municiones y suministros.
Cuando llegaron a España las noticias del asedio, el rey Felipe IV ordenó que se reuniera una segunda fuerza de auxilio. En los Países Bajos Españoles se compraron artículos de segunda mano y por todo el país se realizaron levas extraordinarias. El mando de la expedición se confió al marino Miguel de Noroña, conde de Liñares, que era capitán general de las Galeras del Mediterráneo y por tanto comandante supremo de las fuerzas navales españolas en ese mar. Recibió órdenes de navegar hacia Orbetello al frente de veintidós buques de guerra de la Flota de la Plata y ocho fragatas de la Escuadra de Dunquerque, unas naves en las que embarcaron al menos 3300 hombres. El segundo al mando de Liñares era el almirante general Francisco Díaz Pimienta, que dirigiría los galeones mientras su superior se encargaría de las galeras. Una vez en el mar, a la flota española se unieron frente al cabo Carbonara de la isla de Cerdeña otras dieciocho galeras de las escuadras de Nápoles, Cerdeña, Génova y Sicilia, con lo que su número total ascendió a veintidós galeones y treinta galeras. Mientras tanto, el almirante Jean Armand de Maille Brézé recibió refuerzos de las divisiones de Montade y Saint-Tropez y pudo oponer a Liñares y Pimienta veinticuatro galeones y veinte galeras.

## Batalla

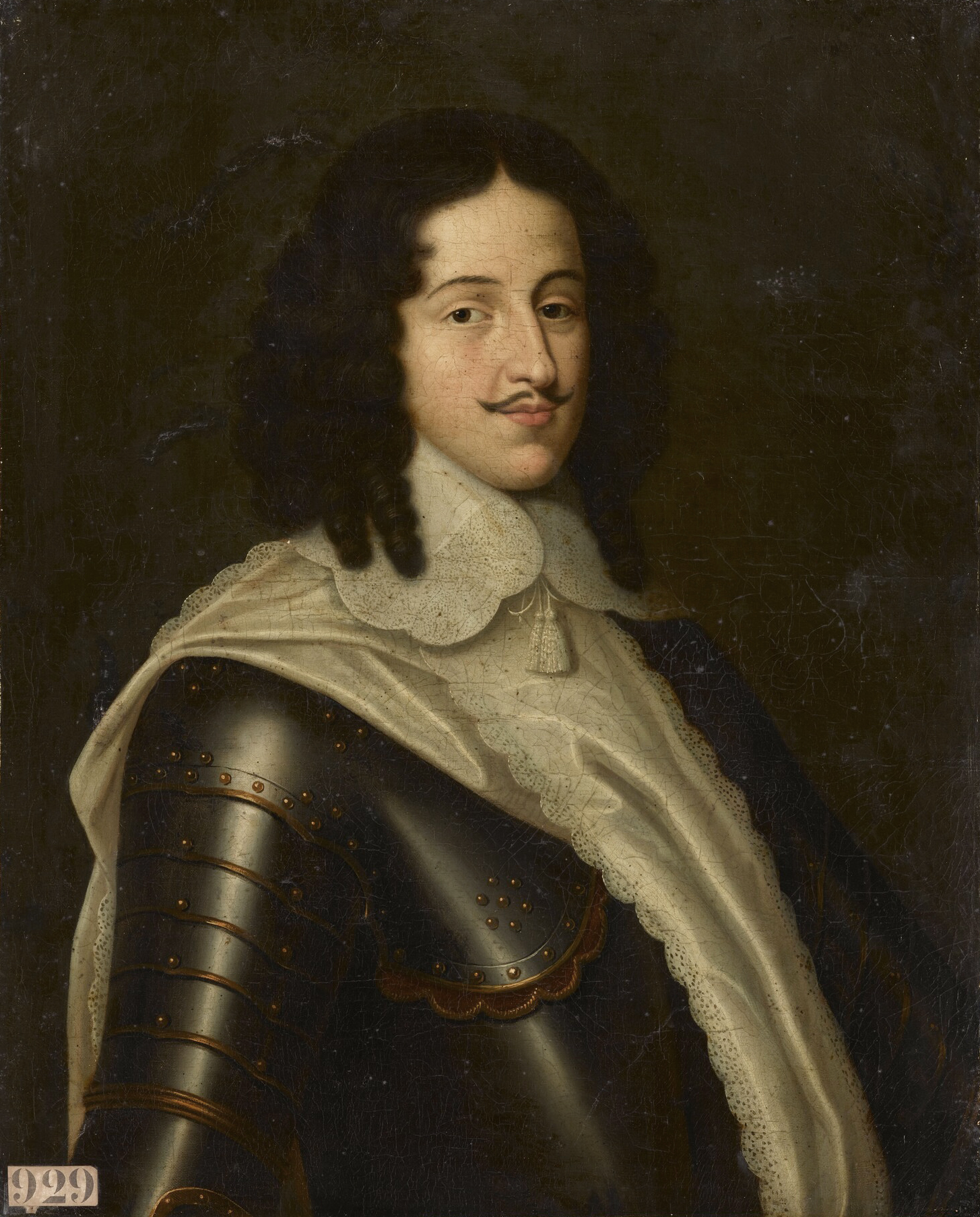
Jean Armand de Maillé-Brézé, comandante de la flota francesa.

Al amanecer del 14 de junio, la flota española formó frente a la isla del Giglio con los galeones y galeras en vanguardia y los barcos auxiliares cerrando la formación. El almirante Brézé también formó a su flota poco después, alternado galeones y galeras, y navegó hacia poniente gracias a una suave brisa a muy poca distancia de las naves de Liñares. A las 09:00 p. m., Brézé se había acercado a cuatro millas de los barcos españoles cuando, debido a la ligereza del viento, los galeones de ambas escuadras tuvieron que ser remolcados por las galeras mientras esperaban estar a barlovento. Brézé, a bordo de la nave capitana Grand Saint-Louis, se detuvo al frente de la línea flanqueado por el vicealmirante Louis de Foucault de Saint-Germain Beaupré en La Lune y por el contralmirante Jules de Montigny en Le Soleil. Su galeón era remolcado por la galera de remeros Patrone del teniente general Vinguerre. Otros quince navíos componían la línea de batalla francesa, cada uno de ellos remolcado por una galera. La división de seis barcos de Montade se dejó en la reserva. Ambas armadas navegaron una junto a la otra hasta que Liñares, que contaba con más galeras, ganó el barlovento y pudo avanzar hacia la línea francesa con la intención de atraparla entre dos fuegos.
Brézé, incapaz de lanzar sus brulotes contra los navíos españoles, tal y como había hecho en sus victorias en Cádiz, Barcelona y Cartagena, se abalanzó sobre el galeón de Pimienta, el Santiago, y lo acribilló con su artillería. El Santiago perdió su palo mayor y tuvieron que venir en su socorro Liñares y Pablo de Contreras. Temiendo el ataque de los brulotes franceses o el abordaje de las galeras de Brézé, Contreras cubrió a la nave dañada con otras seis mientras Liñares la remolcaba con su nave capitana fuera de peligro. El resto de barcos se enfrentaron a Brézé en una batalla sin claro vencedor que duró hasta que ambas flotas se separaron al atardecer. Los españoles perdieron la fragata Santa Catalina, incendiada por sus propios tripulantes para evitar su captura cuando fue rodeada por unidades enemigas. Los mejores galeones españoles, Testa de Oro, León Rojo y Caballo marino, sufrieron daños importantes, mientras que en el bando francés explotó un brulote y otros dos galeones acabaron muy tocados. Se desconocen las pérdidas humanas en el bando español; en el francés cuarenta hombres resultaron muertos o heridos. Uno de ellos fue el propio almirante Brézé, partido en dos por el impacto de una bala de cañón que alcanzó la popa de su buque insignia Grand Saint Louis.
A la mañana siguiente las dos escuadras enfrentadas estaban separadas por doce millas. El conde de Daugnon, sucesor de Brézé, decidió levar anclas con rumbo a Porto Ercole para realizar reparaciones en lugar de perseguir a la flota española, que había buscado refugio en la isla de Giglio. Liñares persiguió a las naves galas el día 15 y parte del 16 de junio. Cuatro barcos auxiliares franceses, que no supieron de la partida de la flota principal, quedaron en medio de las naves españolas durante la noche, pero se las arreglaron para escapar. El comandante español finalmente tomó la decisión de abandonar la persecución para acudir en socorro de Orbetello, aunque ello le resultó imposible porque una tormenta dispersó sus naves durante la noche. Algunos barcos buscaron refugio en Cerdeña, otros en Giglio y Montecristo. La galera Santa Bárbara se hundió frente a Giglio, llevándose la vida de cuarenta y seis remeros. Los franceses también se vieron afectados por la misma tormenta, pues su galera Grimaldi se hundió frente a Piombino no sin que antes sus tripulantes y artillería fueran recogidos por la armada española. Otro barco, el Saint-Dominique, se rezagó junto con un brulote y fue capturado por Pimienta a la altura de Cap Corse, Córcega.

## Repercusiones

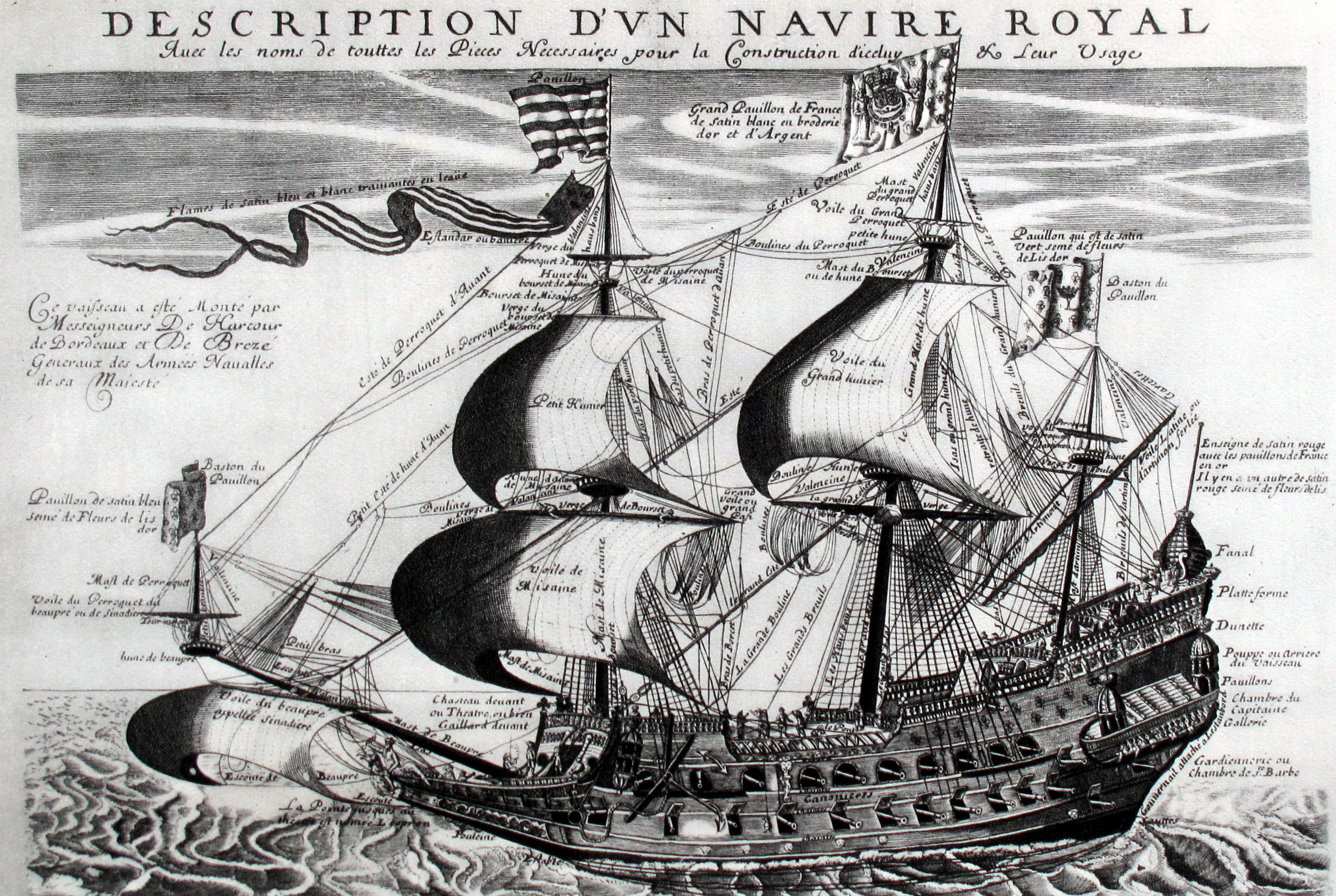
El navío Grand Saint-Louis, a bordo del cual resultó muerto durante la batalla el almirante francés, Maillé-Brézé.

El 23 de junio la flota española echó anclas en Porto Longone y allí se decidió en un consejo de guerra que, una vez realizadas las reparaciones de emergencia, acudiría en auxilio de Orbetello. Dos días después, varios navíos de Dunquerque fueron despachados hacia la bocana del puerto de Talamone y ocho navíos llegados desde Nápoles destruyeron o capturaron en Porto Santo Stefano setenta tartanas y barcazas que almacenaban los suministros de Tomás Francisco de Saboya durante la operación. Mientras tanto, el nuevo comandante naval francés, el conde de Daugnon, regresó a Tolón. A pesar de su fracaso, los franceses consiguieron hacer llegar refuerzos a Talamone a bordo de cinco barcos. Los esfuerzos de Liñares para romper las líneas de asedio de los franceses no tuvieron éxito y por ello ordenó el desembarco de 3300 soldados capitaneados por Pimienta, que se dividieron en dos cuerpos y avanzaron hacia las posiciones de los sitiadores. El primer cuerpo español logró ocupar una colina desde la que rechazó una carga de la caballería francesa, pero el segundo cuerpo acabó disuelto tras un combate de seis horas y se vio obligado a volver a embarcar. Se evacuaron cuatrocientos hombres heridos, pero los muertos se dejaron en el campo de batalla. Los españoles no acabaron definitivamente con el asedio francés a la localidad italiana hasta la llegada de un ejército comandado por el Marqués de Torrecuso y el duque de Arcos, que asaltaron el campamento galo un mes después y dieron muerte o capturaron a siete mil franceses, además de adueñarse de toda su artillería e impedimenta. La campaña orquestada por el cardenal Mazarino se saldó de esta manera con un tremendo fracaso.
Insatisfecho con el resultado de la batalla naval, el rey Felipe IV de España, que esperaba la destrucción de las naves enemigas y la restauración del honor de su armada, ordenó la destitución y encarcelamiento tanto del conde de Liñares como del almirante Francisco Díaz Pimienta, además de otros oficiales, acusándolos a todos de mala gestión y abandono de sus fuerzas. Liñares fue sustituido por Luis Fernández de Córdoba, Pimienta por Jerónimo Gómez de Sandoval y Bazán del Viso por Giannettino Doria. Asimismo, el monarca español otorgó a Juan José de Austria, su hijo ilegítimo de tan solo 17 años, el título de príncipe de la Mar y comandante de todas las fuerzas marítimas de la monarquía española, dándole así amplios poderes y órdenes para que acabara con el desgobierno en la Armada Española. A pesar de todo, el fracaso francés en Orbetello contribuyó claramente a la reducción de la presión francesa sobre las posesiones españolas en Italia. Gracias a ello, seis mil soldados procedentes de Nápoles se pudieron trasladar a Valencia para desde allí luchar contra los ejércitos franceses en Cataluña. En septiembre, una expedición gala dirigida por Charles de la Porte de la Meilleraye, con ayuda portuguesa, consiguió tomar los presidios de Piombino y Porto Longone, algo que además alentó a Francisco I de Este, duque de Módena, a romper su alianza con España y coligarse con la monarquía francesa.
Cuatro años después aprovechando el estallido de la Fronda en Francia, Juan José de Austria recuperaría Piombino el 19 de junio y Porto Longone el 31 de julio.